# Moritz I. (Oldenburg)
Moritz I. von Oldenburg (* ca. 1145; † 1209) war ab 1167 Graf von Oldenburg.
Moritz’ Eltern waren der Graf Christian I. der Streitbare von Oldenburg (um 1123–1167) und dessen Frau Kunigunde, die vermutlich dem Haus Versfleht stammte. Er war noch unmündig, als sein Vater starb und Heinrich der Löwe Oldenburg unter seine Herrschaft zog. Von diesem wurde Moritz noch 1167 verjagt und diente dann jahrelang dem Kölner Erzbischof Philipp I. von Heinsberg, der 1178 einen erfolglosen Restitutionsversuch unternahm. Heinrich zwang ihn zudem, Rietberg an das Haus von Cuyk abzugeben. 1180 und 1181 beteiligte sich Moritz am Reichskrieg gegen Heinrich den Löwen und erhielt schließlich von Kaiser Friedrich I. Barbarossa seine Herrschaftsrechte zurück. Wie lange Oldenburg in der Folge tatsächlich noch welfisch mitbeherrscht wurde, ist nicht eindeutig geklärt, Vermutungen gehen von 1218 (Tod Kaiser Ottos IV.) oder sogar 1227 aus.
Wegen Besitz- und Lehensfragen stand Moritz gegen die von seinem Onkel Heinrich I. begründete Wildeshausener Linie des Oldenburger Grafenhauses und die Erzbischöfe von Bremen, wurde zeitweise gebannt und musste erzbischöflicher Vasall bleiben. Sein Name findet sich um 1200 mehrfach in den Zeugenreihen erzbischöflicher Urkunden.
Um Erbteilungen zu vermeiden, wurde sein Bruder Christian der Kreuzfahrer, möglicherweise auf Anstiften von Moritz, ermordet. Die Rasteder Chronik deutet zumindest eine Mitwisserschaft an. Die als Mörder entlarvten Ritter von Hatten, Döhlen und Sannum wurden laut derselben Quelle hingerichtet, sofern sie sich nicht durch Flucht der Verfolgung entziehen konnten. In Bergedorf (Kirchspiel Ganderkesee), an dem Ort, wo sein vom Kreuzzug aus dem Heiligen Land heimkehrender Bruder ermordet worden war, stiftete Moritz gemeinsam mit seiner Mutter Kunigunde zwischen 1192 und 1198 ein Kloster. Das zunächst mit einem Nonnenkonvent aus Bremen, wenig später mit Zisterziensern aus Marienthal bei Helmstedt besetzte Kloster gedieh allerdings nicht und wurde 1232 in Hude neu gegründet.
1198 unterstützte Moritz die Welfen im deutschen Thronkrieg und zeitweise Holstein gegen Dänemark. Durch Burgbauten provozierte er erste Rebellionen in Östringen und Rüstringen.

## Ehen und Nachkommen
Moritz I. heiratete Salome von Hochstaden-Wickrath, eine Tochter des Grafen Otto II. von Wickrath und seiner Frau Adelheid von Hochstaden aus dem Rheinland. Aus dieser Ehe gingen fünf Kinder hervor:
- Otto I. Graf von Oldenburg (* ca. 1175; † 1251) ⚭ Mechthild von Woldenberg
- Hedwig († 1228) ⚭ Hildebold II. von Roden († um 1228)
- Salome († 1267); ab 1224 Äbtissin von Bassum
- Kunigunde († um 1290) ⚭ Giselbert II. Herr von Bronckhorst
- Christian II. († 1233)